# Hamza Oerghi
Hamza Oerghi (ur. 22 stycznia 2002) – tunezyjski judoka. Brązowy medalista mistrzostw Afryki w 2021 roku.